# Wolf Maahn

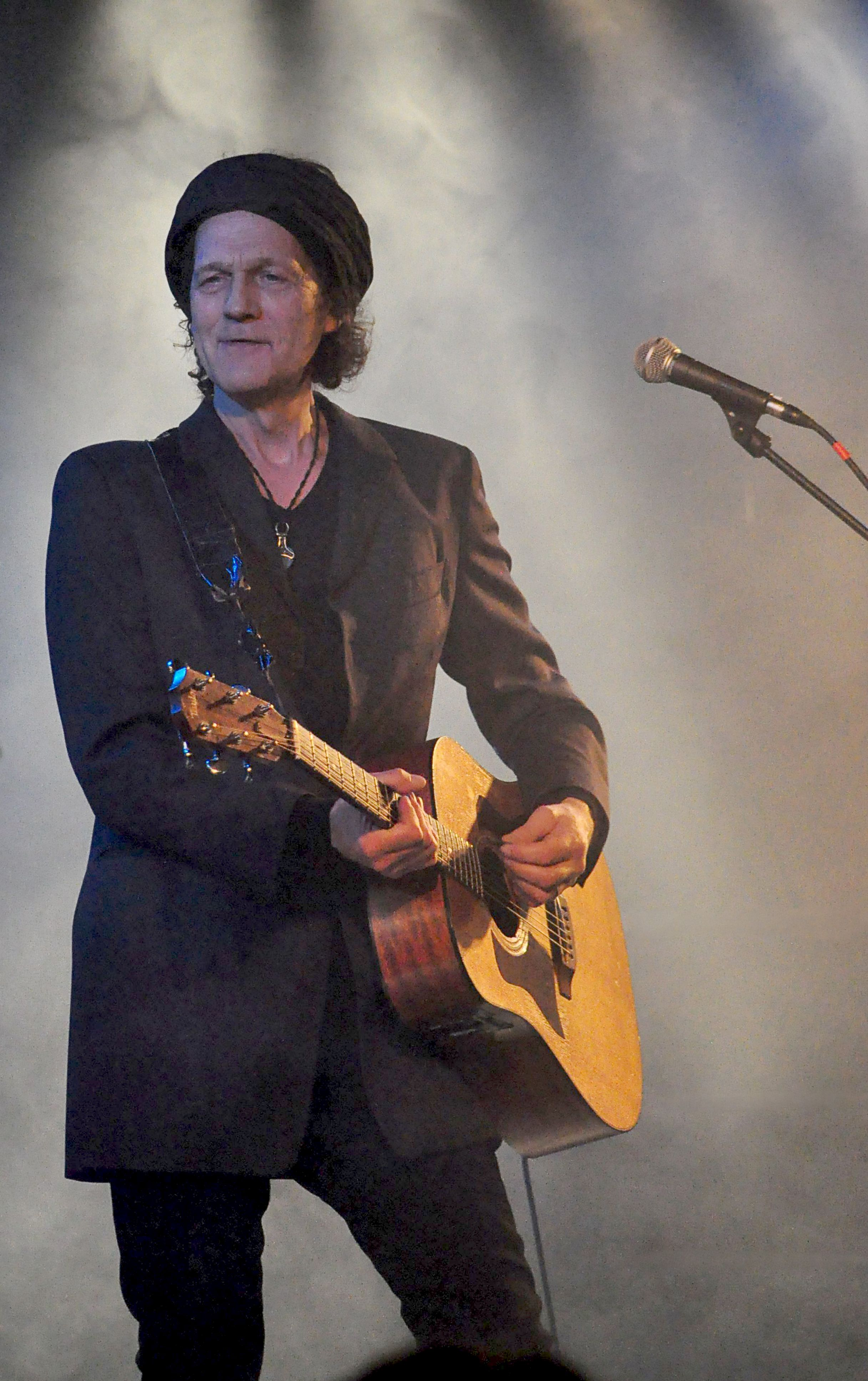
Live in der Music Hall Worpswede, vor 2018

Wolf Maahn (* 25. März 1955 in Berlin) ist ein deutscher Sänger und Songwriter. Seine Texte befassen sich meist mit der deutschen Alltagswirklichkeit. Er ist als Musiker fester Bestandteil der Kölner Rockmusikszene. Ferner betätigt er sich als Musikproduzent, Filmkomponist und Schauspieler. Von bislang 19 eigenen Alben erreichten 15 die deutschen Albumcharts. Einem größeren Publikum wurde er durch seinen Liveauftritt als erster deutscher Künstler in der ARD-Eurovisions-Sendung Rockpalast Nacht bekannt, die 1985 in 17 europäische Länder live übertragen wurde.

## Leben und Werk

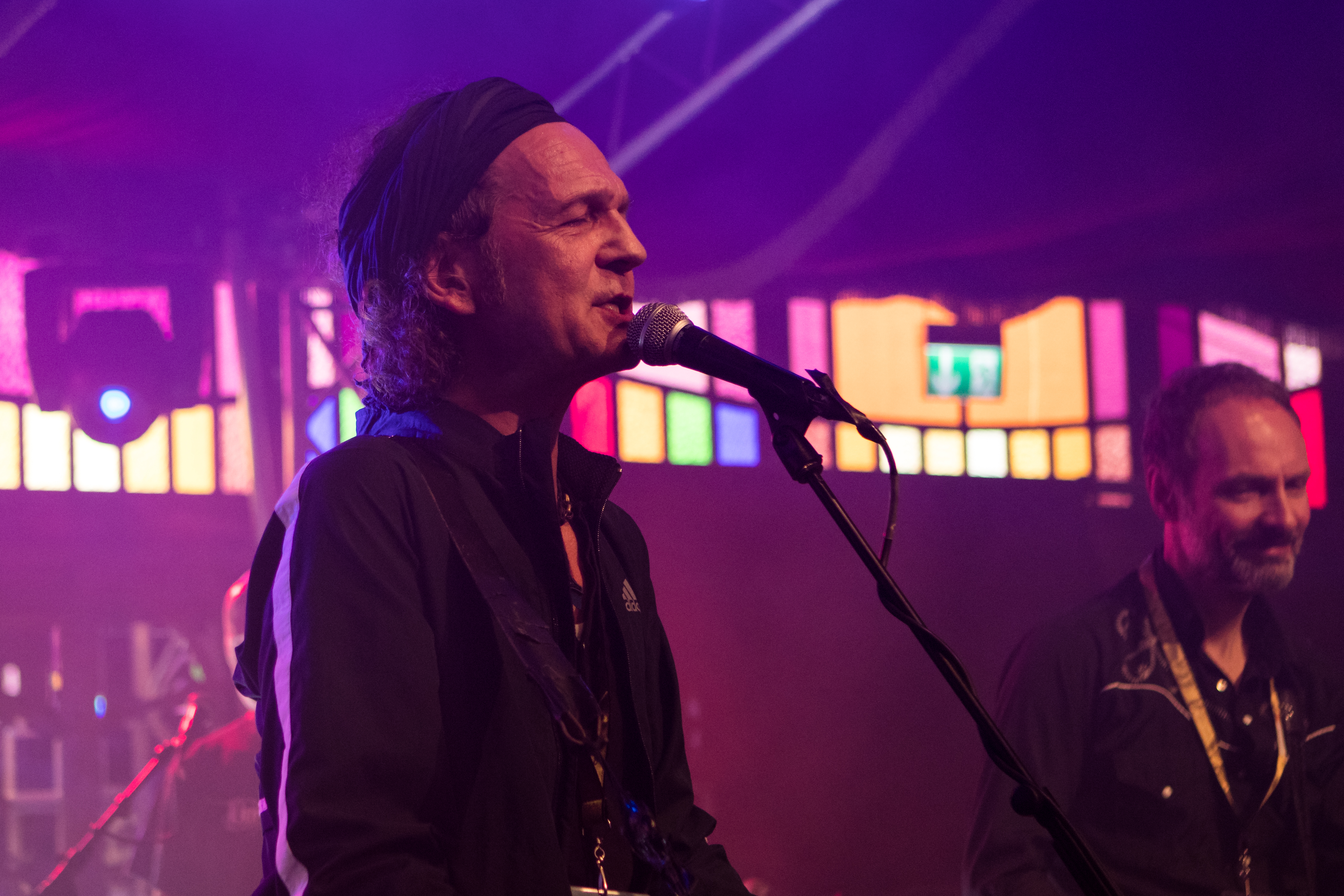
Wolf Maahn am Haldern Pop Festival 2017.

Wolf Maahn wuchs in München auf. Im Alter von elf Jahren besuchte er ein Konzert der Beatles im dortigen Kronebau. Selbst Jahre später zeigte Maahn sich von diesem Konzert noch beeindruckt: „Die Beatles waren für mich einfach unantastbar“.
Er spielte in verschiedenen Bands (etwa X-Rays und Meier) bevor er mit Freunden (unter anderem Helmut Zerlett und  Dick W. Frangenberg sowie seinem Schulfreund Axel Heilhecker) und seinem Bruder Hans Maahn die Gruppe Food Band gründete, deren zunächst unveröffentlichtes Lied Send me up to Mona im Sendegebiet des WDR bekannt wurde und 1979 als Single erschien. Bis 1981 veröffentlichte die Food Band zwei Alben in englischer Sprache, von denen das erste zunächst nur in England erschien und erst ein Jahr später mit verändertem Titel (Last Years Album, 1980) auch in Deutschland. Zum Release 1979 spielte die Band in London Konzerte im Marquee Club und in der Music Machine und wurde zu einer Radiosession in die BBC Studios eingeladen. Zur Veröffentlichung in Deutschland spielte die Food Band im Vorprogramm von Bob Marley und Fleetwood Mac. Nach Auflösung der Food Band 1981 betätigte sich Maahn zunächst als Produzent (etwa von Neue Heimat, Schroeder Roadshow, Joseph Beuys (Sonne statt Reagan), Klaus Lage und Marianne Rosenberg). 1982 begann er eine Solokarriere.
Im Februar 1982 veröffentlichte Wolf Maahn seine erste Solo-Single, eine Elektropopversion des Evergreens Sag mir, wo die Blumen sind. Im September desselben Jahres kam sein Solo-Debütalbum Deserteure auf den Markt. Auch seine Begleitband mit ehemaligen Food-Band-Mitgliedern nannte er die Deserteure. Unter dem Pseudonym Neue Heimat veröffentlichte Maahn zusammen mit anderen Musikern eine Punk-Version des Heintje-Klassikers Ich bau’ dir ein Schloss. Bei den Deutschland-Konzerten von Roxy Music traten Wolf Maahn & Die Deserteure 1982 als Vorgruppe auf.
1983 wurde das Album Deserteure für den Deutschen Schallplattenpreis nominiert. Der Spiegel schrieb: „Wolf Maahn, 27, singt und spielt unverdrossen gegen diese Flachwelle an – mit solidem Hand- und schwarzem Mundwerk.“ Im selben Jahr spielte Maahn seine erste Tournee als Hauptkünstler und veröffentlichte das Album Bisse und Küsse. 1984 unternahm er seine zweite Tour, spielte dabei unter anderem im Vorprogramm von Bob Dylan und veröffentlichte das abwechslungsreiche, auf gute Resonanz gestoßene Album Irgendwo in Deutschland mit dem gleichnamigen, auf einem Gitarren-Riff basierenden, Lied und der Single Fieber.
Wolf Maahn und die Deserteure traten 1985 als erster deutscher Act in der in 17 europäischen Ländern live ausgestrahlten 15. Rockpalast Nacht in der Essener Grugahalle auf. Das Album Irgendwo in Deutschland hielt sich daraufhin neun Monate in den Top 75 der deutschen Albumcharts. Anfang 1986 veröffentlichte Maahn das Album Kleine Helden mit den Hits Ich wart’ auf Dich (als Single bereits Ende 1985 veröffentlichtes Liebeslied) und Karussell. Der Videoclip zu Karussell erhielt 1987 den World Music Video Award. Es folgte in einer 3er-Vinylbox das Live-Album Rosen im Asphalt und 1988 das rein englischsprachige Album Third Language und auf der gleichnamigen Tour ein Auftritt auf der Centerstage von Rock am Ring. Wieder in deutscher Sprache folgten die Alben Was? (1989), Maahnsinn (1991) und Der Himmel ist hier (1992). Ende 1993 veröffentlichte Wolf Maahn das im Juni desselben Jahres im Dierks-Studio bei Köln vor 70 Zuschauern aufgenommene und auf Video dokumentierte Unplugged-Album Direkt ins Blut – (Un)plugged. Der Konzertmitschnitt wurde elfmal im deutschen Fernsehen ausgestrahlt, unter anderem beim WDR-Rockpalast und zweimal auf VIVA. Der Musiksender begann daraufhin mehrere Songs aus dem Konzert auf Clip-Rotation zu setzen. Über Deutsche Welle TV wurde eine 45-minütige Version in 167 Ländern ausgestrahlt.
Es folgten die Studioalben Libero (EMI 1995), das mit Londoner Session-Musikern (unter anderem Pino Palladino am Bass) produzierte Soul Maahn (EMI 1999) mit dem Radio-Hit Hallo Sehnsucht, und Zauberstraßen (Universal 2004). Im Jahr 2005 ging Wolf Maahn auf die bundesweite Solo & Acoustic-Tour und gastierte u. a. im Hamburger Schauspielhaus. Am 27. Januar 2002 würdigte das WDR Fernsehen das 20. Jubiläum von Wolf Maahn als Solo-Künstler mit einer Wolf Maahn Nacht und sendete über eine Gesamtlänge von fünf Stunden Zusammenschnitte aller seiner Rockpalast-Performances sowie ein 90-minütiges Rockpalast Wolf Maahn Porträt.
Nach der Auflösung seines Vertrags mit Universal gründete Maahn 2007 unter dem Namen Libero sein eigenes Label und veröffentlichte als Fortsetzung seines Unplugged-Albums von 1993 die Live-CD Direkt ins Blut 2 – (Un)plugged. Nachdem er von Universal die Rechte dazu erworben hatte, veröffentlichte er im Februar 2008 erneut sein Debütalbum Deserteure.
Es folgte im März 2010 Vereinigte Staaten, sein erstes reguläres Studiowerk seit 2004 mit ausschließlich neuen Songs. Einen Titel davon, Am heutigen Morgen, schrieb er zusammen mit Xavier Naidoo, der bereits bei einem Titel von Direkt ins Blut 2 – (Un)plugged als Sänger mitgewirkt hatte (Ich wart auf Dich feat. Xavier Naidoo). Das Album erreichte im September 2010 Platz 136 der MP3 Album Bestseller von amazon.com in den USA. In den Liedtexten behandelte Maahn dabei nicht die Vereinigten Staaten von Amerika, sondern das Überwinden von Gegensätzen im menschlichen Zusammenleben. Im Juli 2014 wurde Maahn mit Ich wart’ auf Dich in die Beilage Pop in Deutschland: 111 Bands und ihre besten Songs des Magazins Rolling Stone aufgenommen.
Maahn ist auch als Produzent und Songschreiber tätig. So arbeitete er mit Wolfgang Niedecken an dessen erstem Soloalbum Schlagzeiten und mit Klaus Lage an dessen Alben Stadtstreicher, Schweißperlen, Heiße Spuren und Amtlich. Für Lage schrieb er auch das Lied Monopoli. Ferner produzierte er für Purple Schulz, Schroeder Roadshow, Joseph Beuys, Anne Haigis, The Piano Has Been Drinking und Marianne Rosenberg, für die er zusammen mit Rio Reiser die Single Heute Nacht (EMI 1984) schrieb.
Vereinzelt komponierte Maahn Filmmusik, so 1987 für den Schimanski-Film Tatort: Zabou und 1991 für die sechsteilige ARD-Serie Leo und Charlotte. Für die Tatort-Folge Der Mörder und der Prinz (1992) komponierte er den Song Cool und schrieb die szenische Musik.

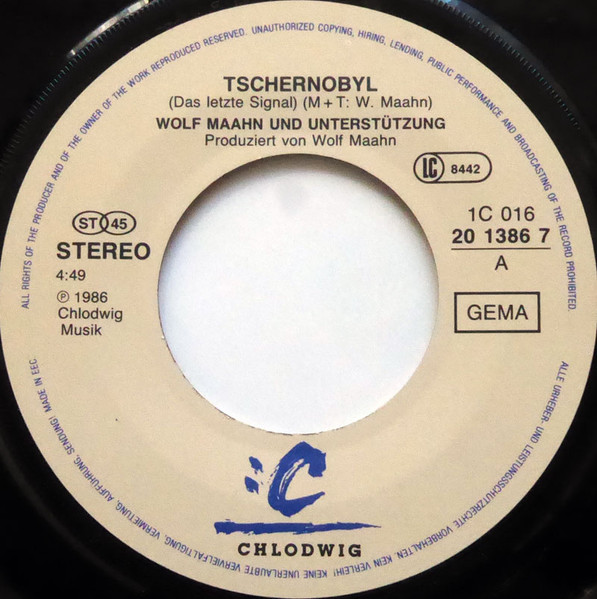
Label zu Tschernobyl (Das letzte Signal).

Maahn engagiert sich gesellschaftspolitisch. So nahm er 1985 mit dem Projekt Band für Afrika das Lied Nackt im Wind auf und beschäftigte sich 1986 in seiner Single Tschernobyl (Das letzte Signal) mit der Nuklearkatastrophe von Tschernobyl. Im selben Jahr trat er unentgeltlich beim Anti-WAAhnsinns-Festival gegen die geplante Wiederaufbereitungsanlage Wackersdorf auf. 1996 war Maahn Initiator von Rock for Bosnia, einem Open-Air-Konzert zugunsten der Organisation War Child. Im Jahre 2000 unterstützte er den Wahlkampf der nordrhein-westfälischen SPD und ihres Spitzenkandidaten Wolfgang Clement.
Im Jahr 2009 übernahm Wolf Maahn die Hauptrolle in der Rockoper Das Lied von Schillers Glocke. Das Werk wurde zum 250. Geburtstag Friedrich Schillers in dessen Geburtsstadt Marbach inszeniert und fünfmal aufgeführt, davon zweimal in Ludwigsburg. 2010 hatte Maahn seine erste Rolle im TV. In der RTL-Serie Unter uns spielte er 16 Folgen lang die fiktive Rolle des Vaters von Heidi (Birte Glang). Dies auf eigenen Wunsch unter seinem richtigen Namen, da mehrere Wolf-Maahn-Songs in die Handlung integriert waren, die er nur unter seinem Namen präsentieren wollte. Bei seinem fiktiven „Abschiedskonzert“ in der Sendung mit vier Songs seines Albums Vereinigte Staaten wurde im Januar 2011 eine Rekordeinschaltquote von über 2,5 Millionen Zuschauern gemessen. Sein am 7. Februar 2020 veröffentlichtes Album Break out of Babylon bietet Wolf Maahn in einer Sonderedition für eine Million Euro an. Er hofft dabei auf Superreiche, die als Bedingung für den Kauf diesen Betrag je zur Hälfte für Naturschutz und soziale Projekte spenden.
Ehemalige und aktuelle Mitglieder seiner Band spielen oder spielten unter anderem bei BAP, Herbert Grönemeyer, Söhne Mannheims, Xavier Naidoo und Die Fantastischen Vier. Maahns Bruder Hans spielte als Bassist unter dem Namen Hans Bäär unter anderem bei Hoelderlin, Kowalski, Fehlfarben und in der Band von Gianna Nannini.
Wolf Maahn lebt in Köln-Dellbrück und war verheiratet mit der im September 2024 verstorbenen Angelika Maahn, die seine Lichtdesignerin und Partnerin seines Labels Libero Records war. Als Fotografin und Grafikerin hat sie mehrere seiner Cover mitgestaltet.

## Spielweise
Wolf Maahn ist Linkshänder, spielt die Gitarre wie ein Linkshänder, zieht die Saiten seiner Gitarren aber wie bei einer Rechtshändergitarre auf. Dadurch spielt er die Gitarre sozusagen verkehrt herum, also in der Stimmung e h g D A E.

## Diskografie

### Alben
| Jahr | Titel                                  | Höchstplatzierung, Gesamtwochen, AuszeichnungChartsChartplatzierungen (Jahr, Titel, Platzierungen, Wochen, Auszeichnungen, Anmerkungen) | Anmerkungen        |
| Jahr | Titel                                  | DE | Anmerkungen        |
| ---- | -------------------------------------- | --- | ------------------ |
| 1984 | Irgendwo in Deutschland                | DE25 (24 Wo.)DE | EMI                |
| 1986 | Kleine Helden                          | DE21 (15 Wo.)DE | EMI                |
| 1988 | Third Language                         | DE46 (4 Wo.)DE | EMI                |
| 1989 | Was?                                   | DE39 (2 Wo.)DE | EMI                |
| 1994 | Direkt ins Blut – (Un)Plugged          | DE64 (8 Wo.)DE | EMI                |
| 1995 | Libero                                 | DE80 (5 Wo.)DE | EMI                |
| 1999 | Soul Maahn                             | DE39 (5 Wo.)DE | EMI                |
| 2007 | Direkt ins Blut 2 – (Un)Plugged        | DE71 (1 Wo.)DE | Libero/Rough Trade |
| 2010 | Vereinigte Staaten                     | DE56 (1 Wo.)DE | Libero/Rough Trade |
| 2012 | Lieder vom Rand der Galaxis _solo live | DE34 (1 Wo.)DE | Libero/Rough Trade |
| 2015 | Sensible Daten                         | DE47 (1 Wo.)DE | Libero/SPV         |
| 2017 | Live & Seele                           | DE28 (1 Wo.)DE | Libero/SPV         |
| 2020 | Break Out Of Babylon                   | DE41 (1 Wo.)DE | Libero/SPV         |

Weitere Alben
- 1982: Deserteure (Metronome)
- 1983: Bisse und Küsse (EMI)
- 1986: Rosen im Asphalt Live! (EMI)
- 1991: Maahnsinn (EMI)
- 1992: Der Himmel ist hier (EMI)
- 2001: Absolut – Best of (2CD) (Koch)
- 2004: Zauberstrassen (Motor/Universal)
- 2008: Deserteure – ReRelease plus Bonustrack (Libero/Rough Trade)
- 2011: Vereinigte Staaten – Deluxe Edition (Plus DVD Live at Fehmarn Open Air) (Libero/Rough Trade)
- 2011: Rosen im Asphalt Live! (2 CD, Remastered Extended Edition) (EMI)
- 2011: Direkt ins Blut (Un)plugged (CD+DVD, Remastered Extended Edition) (EMI)
- 2013: Zauberstrassen – Revisited (Remastered Extended Edition) (Libero/Rough Trade)
- 2015: Irgendwo in Deutschland – Remastered (Remastered Anniversary Edition) (Universal)
- 2015: Kleine Helden – Remastered (Remastered Anniversary Edition) (Universal)

### Singles (Auswahl)
| Jahr | Titel                                      | Höchstplatzierung, Gesamtwochen/‑monate, AuszeichnungChartplatzierungen (Jahr, Titel, Platzierungen, Wochen/Monate, Auszeichnungen, Anmerkungen) | Höchstplatzierung, Gesamtwochen/‑monate, AuszeichnungChartplatzierungen (Jahr, Titel, Platzierungen, Wochen/Monate, Auszeichnungen, Anmerkungen) | Höchstplatzierung, Gesamtwochen/‑monate, AuszeichnungChartplatzierungen (Jahr, Titel, Platzierungen, Wochen/Monate, Auszeichnungen, Anmerkungen) | Anmerkungen                                                                             |
| Jahr | Titel                                      | DE | AT | CH | Anmerkungen                                                                             |
| ---- | ------------------------------------------ | --- | --- | --- | --------------------------------------------------------------------------------------- |
| 1985 | Nackt im Wind –                            | DE3 (10 Wo.)DE | AT18 (2½ Mt.)AT | CH21 (3 Wo.)CH | Erstveröffentlichung: 21. Januar 1985 Verkäufe: + 150.000; als Teil von Band für Afrika |
| 1985 | Fieber Rosen im Asphalt                    | DE67 (4 Wo.)DE | — | — |                                                                                         |
| 1986 | Tschernobyl (Das letzte Signal)            | DE24 (10 Wo.)DE | — | — |                                                                                         |
| 1992 | Total verliebt in dich Der Himmel ist hier | DE68 (8 Wo.)DE | — | — |                                                                                         |

### Videoalben
- 2003 Direkt ins Blut (Un)plugged (EMI)
- 2008 Direkt ins Blut 2: (Un)plugged (Libero/Rough Trade) DE #21 (Musik-DVD Charts)

### Produktionen

#### Alben
| Jahr | Titel Interpret                             | Höchstplatzierung, Gesamtwochen, AuszeichnungChartplatzierungen (Jahr, Titel, Interpret, Platzierungen, Wochen, Auszeichnungen, Anmerkungen) | Höchstplatzierung, Gesamtwochen, AuszeichnungChartplatzierungen (Jahr, Titel, Interpret, Platzierungen, Wochen, Auszeichnungen, Anmerkungen) | Höchstplatzierung, Gesamtwochen, AuszeichnungChartplatzierungen (Jahr, Titel, Interpret, Platzierungen, Wochen, Auszeichnungen, Anmerkungen) | Anmerkungen |
| Jahr | Titel Interpret                             | DE | AT | CH | Anmerkungen |
| ---- | ------------------------------------------- | --- | --- | --- | ----------- |
| 1983 | Hautnah Purple Schulz & Die neue Heimat     | DE20 (22 Wo.)DE | — | — |             |
| 1983 | Stadtstreicher Klaus Lage Band              | DE20 (11 Wo.)DE | — | — |             |
| 1984 | Schweißperlen Klaus Lage Band               | DE3 Platin · (46 Wo.)DE | — | — |             |
| 1987 | Schlagzeiten Wolfgang Niedecken & Complizen | DE5 (20 Wo.)DE | AT28 (4 Wo.)AT | CH14 (4 Wo.)CH |             |
| 1987 | Amtlich Klaus Lage Band                     | DE11 (16 Wo.)DE | — | — |             |

Weitere Albumproduktionen
- 1983: Schroeder Roadshow - Wir lieben das Land
- 1985: Anne Haigis - Indigo

#### Singles
| Jahr | Titel Interpret                              | Höchstplatzierung, Gesamtwochen, AuszeichnungChartsChartplatzierungen (Jahr, Titel, Interpret, Platzierungen, Wochen, Auszeichnungen, Anmerkungen) | Anmerkungen |
| Jahr | Titel Interpret                              | DE | Anmerkungen |
| ---- | -------------------------------------------- | --- | ----------- |
| 1983 | Rummenigge Rummenigge Alan and Denise        | DE43 (12 Wo.)DE |             |
| 1984 | 1000 und 1 Nacht (Zoom!) Klaus Lage Band     | DE5 (22 Wo.)DE |             |
| 1984 | Monopoli Klaus Lage Band                     | DE47 (11 Wo.)DE |             |
| 1985 | Faust auf Faust (Schimanski) Klaus Lage Band | DE10 (21 Wo.)DE |             |
| 1987 | Maat et joot Wolfgang Niedecken & Complizen  | DE47 (8 Wo.)DE |             |

Weitere Singleproduktionen
- 1984 Marianne Rosenberg - Heute Nacht

## Filmografie
- 1986: WAAhnsinn – Der Wackersdorf-Film – Regie: Helge Cramer, Uwe Heitkamp, Michael Herl und Christian Wagner

## Sonstiges

### Theaterrolle
- 2009: Friedrich Schiller in Dieter Fuchs Rock-Oper Das Lied von Schillers Glocke, Regie: Sabine Willmann, in Marbach und Ludwigsburg

### Buchtitel
- 2009: Direkt ins Blut – (Un)Plugged I & II (Bosworth)

### Fernsehrolle
- 2010: Maahn als er selbst in der Daily Soap Unter uns